# ابیویل (میسیسیپی)
ابیویل (به انگلیسی: Abbeville) شهرکی در ایالت میسیسیپی کشور ایالات متحده آمریکا است که جمعیت آن در سرشماری سال ۲۰۱۰ میلادی، ۴۱۹ نفر بوده‌است.